# Sonhos de Deus
Sonhos de Deus é o décimo quarto álbum de estúdio da dupla sertaneja Rayssa & Ravel, lançado em setembro de 2010 pela gravadora Sony Music Brasil.
O disco, cuja produção musical e arranjos foi divida entre a banda Yahoo, PH Castanheira, Wagner Carvalho e Ayra Peres, foi concebido de forma a restaurar o sertanejo da dupla, que não lançava um registro nos moldes clássicos desde Só Pra Te Amar (2000). O repertório foi dividido em um lado sertanejo, que inclui influências universitárias (faixa 1 a 10) e um lado romântico (faixa 11 a 14).
Sonhos de Deus foi um sucesso de crítica, considerado um dos melhores discos da carreira de Rayssa & Ravel. Porém, pelo fato da dupla ter reincido o contrato artístico com a Sony em janeiro de 2011, meses depois que o disco foi lançado, seu desempenho comercial foi prejudicado.
Apesar disso, a gravadora continuou a comercializar o álbum e a dupla promoveu canções como "Tadim Dimim" e "Deus Proverá" em shows por quase dois anos. Por muitos anos, "Avivamento" foi a música mais executada da dupla em canais de streaming como o Spotify.

## Antecedentes
A dupla Rayssa & Ravel desenvolveu um longo período de lançamentos pela gravadora carioca MK Music desde 1998, quando fora lançado o projeto Outra Vez, até 2009. Neste ínterim, a dupla flertou com outros gêneros, com álbuns exclusivamente pentecostais e obras sertanejas com teor exclusivamente romântico, o que fez a expansão de sua popularidade, bem como também críticas. Após liberar o álbum Apaixonando Você Outra Vez em 2009, os músicos decidiram não renovar o contrato artístico com a gravadora e se aproximaram do braço evangélico da Sony Music Brasil, que estava sendo iniciado pelo diretor Maurício Soares. Após o contrato, a dupla afirmou que trabalharia em um álbum pela multinacional.

## Gravação
Quando Rayssa & Ravel produziu Apaixonando Você Outra Vez em 2009, a dupla foi se aproximando dos músicos da banda Yahoo, na época representada por Sérgio Knust (guitarra), Zé Henrique (baixo e vocal) e Marcelão (bateria). Os músicos trabalharam na produção de quatro faixas, incluindo a composição "Dilúvio de Amor", assinada em parceria com Rayssa. O álbum também incluiu a produção do baterista Wagner Carvalho, responsável por trabalhar na maioria das faixas. A dupla, então, decidiu manter os mesmos produtores, mas desta vez trabalhando a maioria das canções com o Yahoo e a inclusão de Ayra Peres, marido de Rayssa, na produção do trabalho.
Sonhos de Deus foi o primeiro e único álbum de Rayssa & Ravel a conter créditos para mais de dois produtores. Para a obra, foi recrutado Carvalho, que já tinha trabalhado no álbum anterior da dupla, o músico Ayra Peres, marido de Rayssa e a banda brasileira Yahoo, na época representada por músicos como Sérgio Knust, e também o tecladista PH Castanheira, que atuou nas sessões com o Yahoo. Wagner Carvalho e Ayra Peres, juntos, produziram as canções "Mais um Milagre" e "Os Sonhos de Deus", enquanto Yahoo, PH Castanheira e Peres produziram o restante do álbum.
Sobre o repertório, em entrevista ao Casa Gospel, Ravel disse em julho de 2010:

Estamos muito felizes pelo repertório, que sem dúvida, está lindo, bem no estilo que gostamos de fazer com muita música pentecostal, sertanejo de qualidade, algumas canções românticas e com a super produção da equipe do Yahoo. Eu tenho certeza de que muitas novidades boas teremos nesse CD. O nosso CD é caracterizado pelos estilos Sertanejo e Pentecostal. Nesse trabalho estamos de alguma forma recuperando grande parte de nosso estilo musical. Queremos fazer um trabalho muito intenso junto às igrejas evangélicas e este repertório é para toda a igreja cantar conosco. E como já disse, estamos incluindo algumas canções no estilo romântico.

## Lançamento e recepção
| Críticas profissionais | Críticas profissionais |
| Avaliações da crítica  | Avaliações da crítica  |
| Fonte                  | Avaliação              |
| ---------------------- | ---------------------- |
| Super Gospel           | [ 5 ]                  |
| Casa Gospel            | (favorável)            |
| Gospel no Divã         | (favorável)            |

Sonhos de Deus foi lançado pela gravadora Sony Music Brasil em setembro de 2010 e não teve nenhum videoclipe associado ao projeto. A primeira música de trabalho divulgada foi "Não É o Fim", liberada para download gratuito no site da Sony Music Brasil em 27 de agosto e, ao mesmo tempo, enviada para as rádios no formato airplay. Em apresentações, a dupla deu destaque também a outras canções, como "Deus Proverá" e "Tadim Dimim".
A obra recebeu aclamação da mídia especializada. Para Rafael Ramos, do Gospel no Divã, a obra é um "verdadeiro retorno ao passado nas raízes do ministério dessa dupla conhecida pela sua bela voz no som sertanejo" e que "promete agradar a todos sem distinção de credo religioso". Alex Eduardo, para o Casa Gospel, elogiou o retorno da dupla ao sertanejo, afirmando que "faz um tempo que não ouço um trabalho da dupla com as características que o consagraram" e afirmou que "Os Sonhos de Deus" era a melhor faixa do álbum. Na discografia comentada da dupla no site Super Gospel, Sonhos de Deus foi classificado como um dos momentos altos da obra de Rayssa & Ravel, destacando a divisão entre lado sertanejo e romântico do álbum, e elogiando o arranjo de "Tadim Dimim", que foi comparada a canções dançantes de Rick & Renner. Sobre a musicalidade do álbum, o texto diz que "as camadas de guitarra são densas, os teclados e violões preenchem a musicalidade do álbum que, no geral, é bastante limpo e de instrumental rico".
Em 2019, foi eleito pelo Super Gospel o 56º melhor álbum da década de 2010.

## Faixas
A seguir lista-se as faixas, compositores e durações de cada canção de Sonhos de Deus, segundo o encarte do disco.
| N.º            | Título                    | Compositor(es)            | Duração |  |
| 1.             | "Mais um Milagre"         | Samuel Santos             | 4:56    |  |
| 2.             | "Avivamento"              | Edeny                     | 4:20    |  |
| 3.             | "Deus Proverá"            | Daniel Gediel             | 4:02    |  |
| 4.             | "Nazireu"                 | Amaury Bertoqui           | 5:28    |  |
| 5.             | "Não É o Fim"             | Roberto Reis              | 4:21    |  |
| 6.             | "Lágrimas de um Campeão"  | Roberto Reis              | 4:36    |  |
| 7.             | "Vou Acreditar"           | Moisés Cleyton            | 3:30    |  |
| 8.             | "Os Sonhos de Deus"       | Júnior Maciel             | 4:23    |  |
| 9.             | "Virou Virou"             | Rayssa Ravel              | 3:52    |  |
| 10.            | "Zé Valente"              | Júnior Maciel             | 4:01    |  |
| 11.            | "Falando de Amor" (intro) | Rayssa Ravel              | 0:28    |  |
| 12.            | "Já Era"                  | Anderson Freire           | 3:46    |  |
| 13.            | "Tadim Dimim"             | Jean Spagnol Ravel        | 2:24    |  |
| 14.            | "Gostinho de Quero Mais"  | Anderson Freire Gil Silva | 3:36    |  |
| Duração total: | Duração total:            | Duração total:            | 53:49   |  |

## Ficha técnica
A seguir estão listados os músicos e técnicos envolvidos na produção de Sonhos de Deus:
Rayssa & Ravel
- Rayssa – vocais
- Ravel – vocais

Músicos convidados
- Yahoo – produção musical e arranjos
- PH Castanheira – produção musical, arranjos, teclado, cordas e looops
- Ayra Peres – produção musical e arranjos
- Wagner Carvalho – produção musical, arranjos, bateria, loops e percussão de "Mais um Milagre" e "Os Sonhos de Deus"
- Sérgio Knust – violão, guitarra e bandolim
- Zé Henrique – baixo e gaita
- Marcelão – bateria, percussão e loops
- Jairo Bonfim – vocal de apoio
- Adiel Ferr – vocal de apoio
- Fael Magalhães – vocais
- Sergio Melo – bateria em "Tadim Dimim" e "Zé Valente"
- João Coutinho – acordeon em "Tadim Dimim" e "Zé Valente"
- Dudu Trentim – teclado
- Silviolino – violino em "Gostinho de Quero Mais"
- Tutuca Borba – cordas em "Já Era"
- Paulinho Trompete – trompete em "Virou, Virou"
- Rick Ferreira – steel guitar em "Mais um Milagre" e "Os Sonhos de Deus"
- Wagner Derek – teclado e cordas em "Mais um Milagre" e "Os Sonhos de Deus"
- Charles Martins – baixo em "Mais um Milagre" e "Os Sonhos de Deus"
- Marcio Carvalho – guitarra e violão em "Mais um Milagre" e "Os Sonhos de Deus"

Equipe técnica
- Ricardo Rodrigues – engenharia de som
- Walter Costa – engenharia de som e mixagem
- Paulo Baldez – assistente de estúdio
- Ricardo Garcia – masterização

Projeto gráfico
- Washington Possato  – fotos
- Ayra Peres – design
- Ricardo Leal – design